# 아다나 지하철

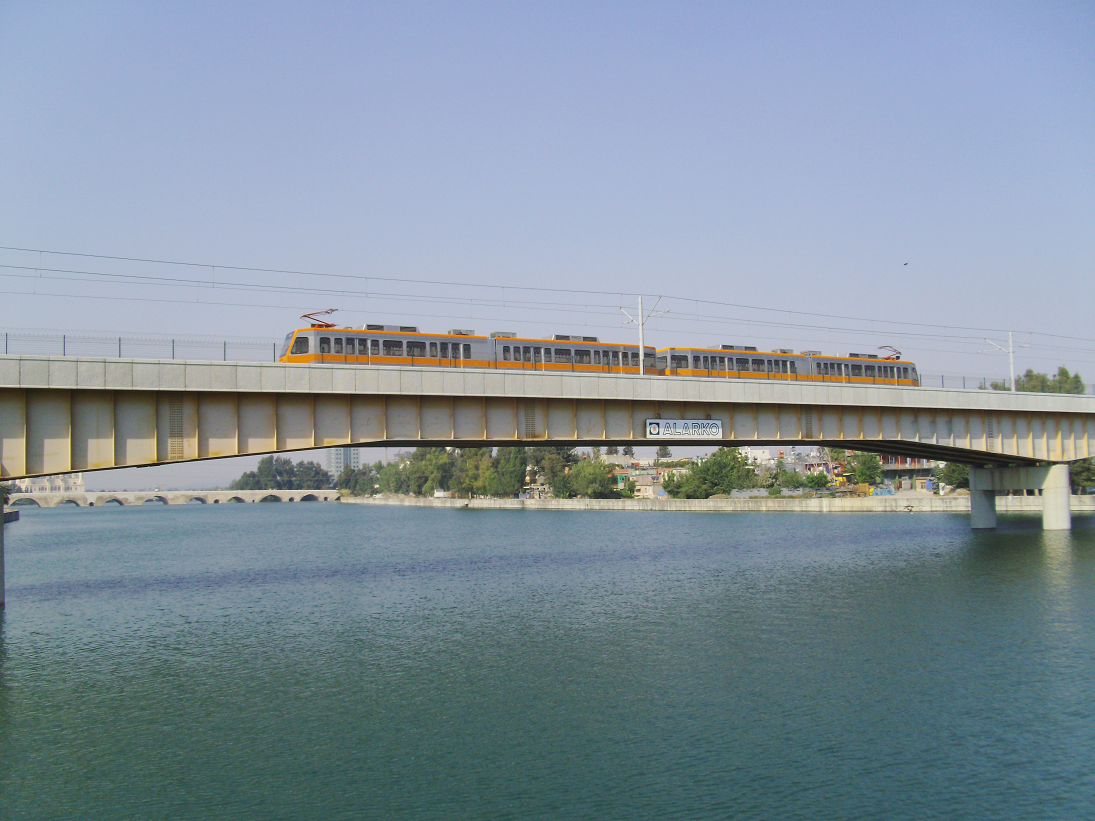
세이한 강을 건너는 차량

노선도

아다나 지하철(튀르키예어: Adana metrosu)은 튀르키예 아다나 주 아다나의 지하철이다.